# Triplophysa sewerzowi
Triplophysa sewerzowi és una espècie de peix de la família dels balitòrids i de l'ordre dels cipriniformes.

## Morfologia
Fa 4,1 cm de llargària maxima.

## Reproducció
Assoleix la maduresa sexual en arribar als 3 anys de vida.

## Hàbitat i distribució geogràfica
És un peix d'aigua dolça, bentopelàgic i de clima temperat, el qual viu al Kazakhstan.

## Observacions
És inofensiu per als humans.